# Rangpo
Rangpo est une ville d'Inde située dans l'État du Sikkim.

## À voir
- Sanctuaire de la vie sauvage de Pangolakha : il se trouve à une quarantaine de kilomètres de Rangpo.